# Następstwo
Następstwo (ang. corollary), twierdzenie o mniejszym znaczeniu, które można łatwo wywnioskować z poprzedniego (ogólniejszego lub bardziej godnego uwagi) twierdzenia. Następstwem może być np. twierdzenie, które zostaje przypadkowo udowodnione podczas dowodzenia innego twierdzenia; można go również używać w odniesieniu do czegoś, czemu towarzyszy.